# Tapis houqué
 (mars 2017).
Si vous disposez d'ouvrages ou d'articles de référence ou si vous connaissez des sites web de qualité traitant du thème abordé ici, merci de compléter l'article en donnant les références utiles à sa vérifiabilité et en les liant à la section « Notes et références ».
Un tapis houqué, aussi appelé tapis crocheté ou tapis hooké, probablement de l'anglais hooked rug, est une forme d'artisanat nord-américain.
Il consiste à fabriquer des tapis en passant à travers une base solide comme une toile de jute, de lin ou les fils de chaîne d'un tapis. Les boucles sont poussées à travers le matériau au moyen d'une houque, un crochet monté sur un manche. 

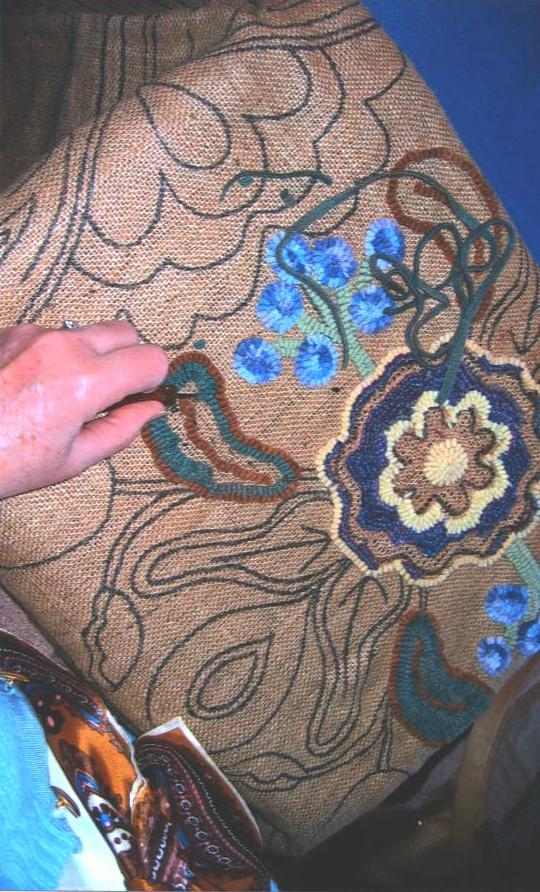
Fabrication d'un tapis houqué.

Les modèles de tapis sont souvent produits commercialement et peuvent être aussi complexes que des fleurs ou des animaux ou au contraire représenter de simples formes géométriques. Les tapis houqués sont populaires en Amérique du Nord depuis au moins 200 ans.

## Histoire
L'auteur William Winthrop Kent pensait que les plus anciens ancêtres des tapis houqués étaient les petits tapis faits dans le Yorkshire, en Angleterre, au début du XIXe siècle. Les ouvriers des filatures avaient la permission de ramasser les retailles de tissu, ou brayons, inutiles à la production. Les employés les emportaient chez eux, où ils les faisaient passer à travers une toile.
Le houquage de tapis tel que nous le connaissons se développa en Amérique du Nord, plus particulièrement sur la côte de la Nouvelle-Angleterre et dans les provinces maritimes. À l'origine, le tapis houqué était un artisanat de pauvre. La mode de couvrir les planchers de tapis apparut aux États-Unis vers les années 1830, lorsque les usines se mirent à produire de dispendieux tapis faits à la machine. Les femmes pauvres se mirent alors à rechercher des matériaux de rebut pour créer leurs propres tapis. Les filles de familles aisées étudiaient la broderie et la mosaïque; la fabrication de tapis ne faisait jamais partie de la formation. Un autre signe que le houquage était un passe-temps de pauvres est le fait que les magazines pour femmes du XIXe siècle ne parlaient jamais de houquage. C'était alors considéré comme un artisanat campagnard, et à l'époque le mot « campagnard » avait un sens péjoratif.

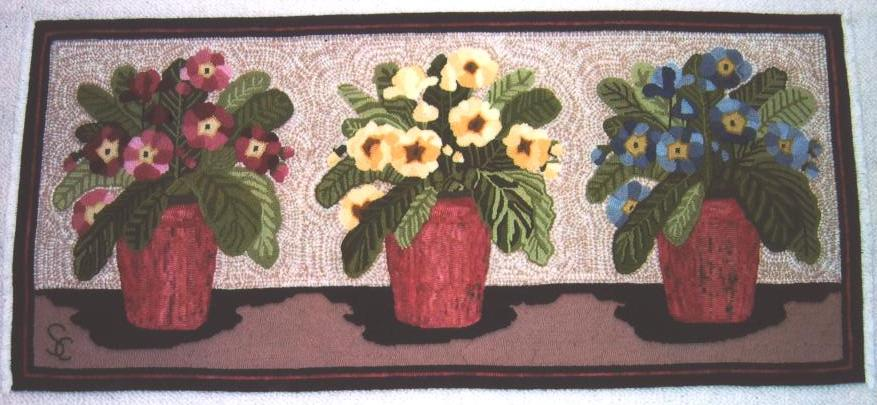
Un tapis houqué moderne produit à Lebanon, New Hampshire. Le tapis houqué fut inventé en Angleterre, afin d'utiliser les chutes de tissu.

## Situation actuelle
Depuis plusieurs décennies, les houqueurs anglophones, principalement nord-américains mais aussi australiens, néo-zélandais et britanniques ont exploré de nouveaux matériaux et développé de nouvelles techniques. Ces expérimentations, combinées avec la connaissance et le respect du passé ont fait évoluer le rug hooking vers un véritable art textile comprenant des styles très variés et ne cessant de faire des émules à travers le monde en ce début de XXIe siècle. Nouveau loisir créatif pour les uns qui reprennent les modèles et kits des professionnels de l'activité, ou support d'expression artistique pour beaucoup de houqueurs qui créent leurs propres cartons de tapisserie. Quelques grands noms du tapis houqué : Elisabeth LeFort, Bev Conway, Karen Kahle, Anne-Marie Littenberg, Rachelle LeBlanc and Davey DeGraff.
Le tapis houqué arrive timidement en France pour apporter de la nouveauté dans les loisirs créatifs et les arts textiles. 